# Malăk Izvor, Haskovo
Malăk Izvor (în bulgară Малък Извор) este un sat în comuna Stambolovo, regiunea Haskovo,  Bulgaria. 

## Demografie
Componența etnică a satului Malăk Izvor
     Bulgari (11,48%)
     Romi (6,78%)
     Turci (63,18%)
     Nicio identificare (18,53%)
La recensământul din 2011, populația satului Malăk Izvor era de 383 locuitori. Din punct de vedere etnic, majoritatea locuitorilor (63,18%) erau turci, existând și minorități de bulgari (11,48%) și romi (6,78%). Pentru 18,53% din locuitori nu este cunoscută apartenența etnică.